# Käsefondue

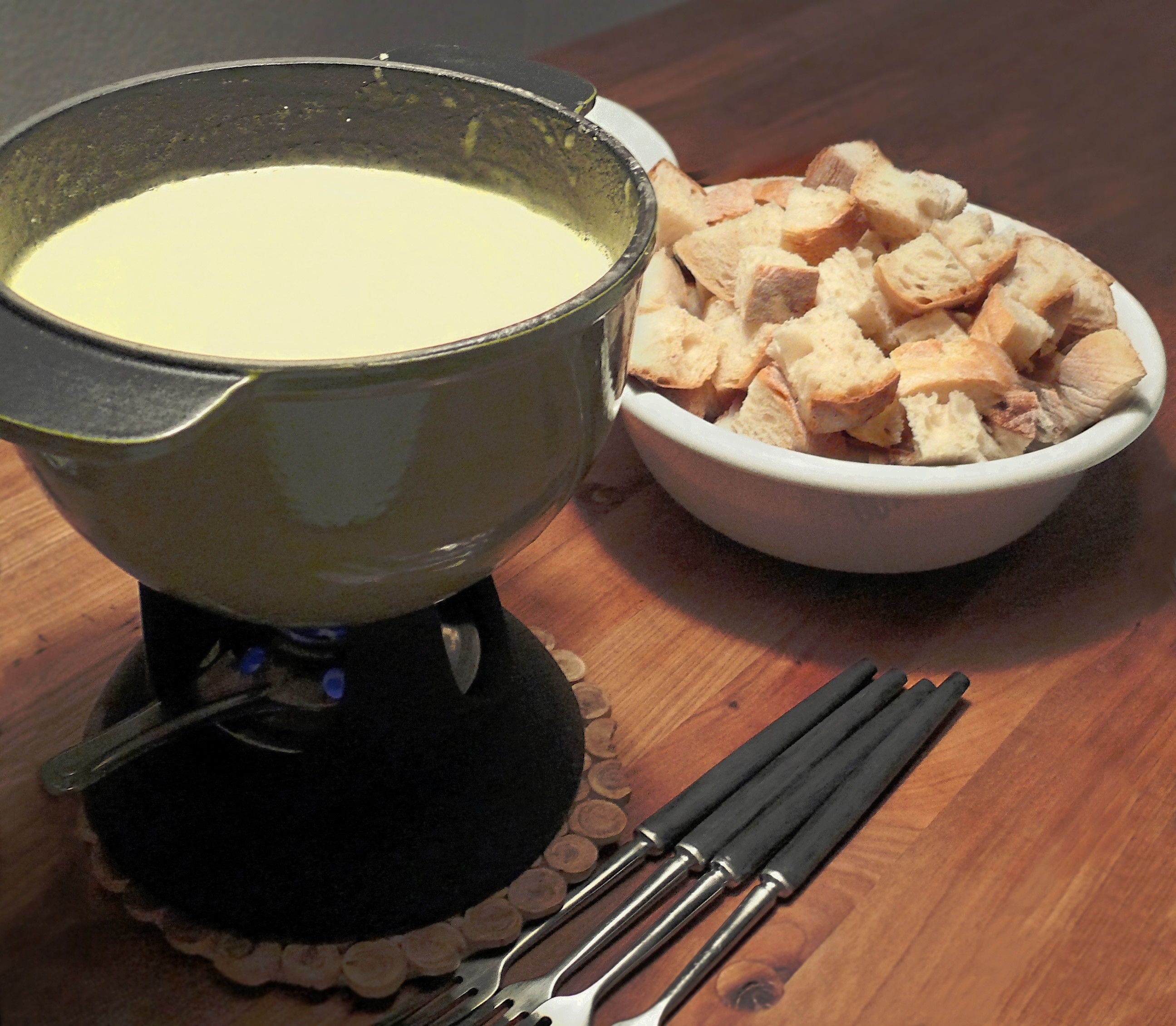
Käsefondue mit Brotstückchen, hier zubereitet in einem Caquelon (aus Keramik) auf einem Rechaud

Ein Käsefondue [ frz. u. schweiz. ˈfɔ̃dyː, dt. fõˈdyː ], fondue au fromage (aus französisch fondue, «geschmolzen», von fondre) oder eine fonduta al formaggio (italienisch) ist ein Gericht aus geschmolzenem Käse, das aus den Westalpen – der französischsprachigen Schweiz, Savoyen und dem Piemont sowie dem Aostatal – stammt. Mittlerweile wird der Begriff Fondue auch für ähnliche Gerichte verwendet.

## Zubereitung und Varianten
Bei den Grundzutaten eines Käsefondues handelt es sich traditionell neben Käse – wobei es auf die jeweils verwendeten Käsesorten ankommt – um Maisstärke und Weisswein sowie etwas Kirschwasser, Knoblauch, Zitronensaft, Pfeffer und Muskatnuss. Die Stärke verhindert, dass sich Fett und Wasser trennen, und erhöht die Viskosität des Fondues. Wein macht das Fondue dünnflüssiger, neben dem zusätzlichen Wasser auch aufgrund des enthaltenen Alkohols und seiner Säure.
Käsefondue wird in der Schweiz in zahlreichen regionalen Variationen zubereitet. Unter anderem ist das moitié-moitié (französisch für halb-halb) verbreitet, bei dem je zur Hälfte Vacherin und Greyerzer verwendet werden. Das Appenzeller Fondue wird ausschliesslich aus Appenzeller Käse zubereitet. Im Kanton Freiburg wird das Fondue fribourgeoise aus der Käsesorte Freiburger Vacherin zubereitet, manchmal aus Vacherin und Greyerzer zu gleichen Teilen. In Genf ist eine Mischung aus zwei Teilen Greyerzer und einem Teil Raclettekäse üblich. Die Ostschweizer bevorzugen eine Mischung aus gleichen Teilen Greyerzer, Appenzeller sowie Tilsiter. In der Region Basel weit verbreitet ist eine Mischung aus gleichen Teilen Greyerzer, Vacherin und Appenzeller.
Aus Frankreich stammt das Fondue savoyarde (Savoyer Fondue), das aus den Käsesorten Emmentaler, Comté und Beaufort besteht. Spezialitäten aus dem Nordwesten Italiens sind die Fonduta valdostana (Aostataler Fondue) und Fonduta piemontese (Piemonteser Fondue), die auf der Grundlage von Fontina mit Butter, Eigelb, Milch und weissen Trüffeln zubereitet wird.
Darüber hinaus werden Käsefondues auch mit Tomaten, Kräutern oder anderen Gewürzen aromatisiert.
In vielen Supermärkten und Molkereien sind Fondues als Fertigprodukt erhältlich, die ohne weitere Zutaten direkt in das Caquelon gegeben werden können. Als vereinfachte Variante hat der Ofenkäse Verbreitung gefunden.

### Weinalternativen
Insbesondere in jüngerer Zeit populärer wurden Fonduevarianten, in denen der Weißwein durch andere alkoholische oder alkoholfreie Getränke ersetzt wird.
Eine Variante ist das Champagner- oder Sekt-Fondue, wobei anstelle des Weissweins Schaumwein beziehungsweise Champagner verwendet wird. Daneben gibt es auch Bierfondues (Bier statt Weisswein) oder Whisky-Fondues (ganz oder teilweiser Ersatz von Weisswein und Kirsch durch Whisky). Solche Varianten sind unterdessen auch als Halbfertig- oder Fertigprodukte erhältlich (insbesondere von Herstellern der entsprechenden alkoholischen Getränke).
Da trotz des Kochens Alkohol in der Käsemasse verbleibt, kann für ein alkoholfreies Käsefondue an Stelle des Weins Süßmost oder Brühe (unter Zugabe von Zitronensaft, um einem Zähwerden des Käses entgegenzuwirken) verwendet werden.

## Verzehr und Hintergründe

### Servieren

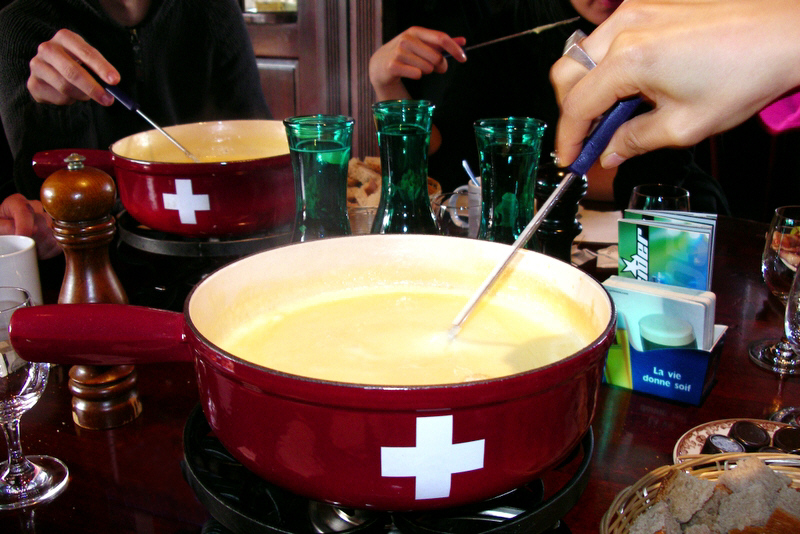
Käsefondue isst man fast immer in Gesellschaft.

Die erwärmte Mischung wird bei Tisch in einem speziellen Topf aus meist Keramik, dem Caquelon, über das Rechaud gesetzt. Die Teilnehmer stecken Brot- oder gekochte Kartoffelstückchen auf eine lange Gabel, halten diese in den flüssigen Käse und führen kreisende Bewegungen aus, bis das Brot bzw. die Kartoffel damit überzogen ist.
Die Brotstücke werden aus Weißbrot geschnitten oder gerupft. Dabei sollte jedes Brotstück etwas Kruste aufweisen, da sich dadurch die Stücke besser auf der Gabel fixieren lassen. Frisches Brot gilt als weniger geeignet. Der Schweizer Handel bietet auch spezielle Fonduebrote an, flache, vorgekerbte Weissbrote.
In einigen Regionen wird das Fondue nicht mit aufgespiessten Brotstücken gegessen, sondern die Brotstückchen oder Kartoffeln werden mittels einer Suppenkelle mit dem flüssigen Käse übergossen. Diese Art der Zubereitung schlägt eine Brücke zum Raclette.
Ursprünglich wurden zum Fondue keine Beilagen gereicht. Heute verwendet man jedoch häufig Sauergemüse, Gurken, Silberzwiebeln, Cornichons und Mixed Pickles, in der Ostschweiz auch Bündnerfleisch und im Tessin eingemachtes oder frisches Obst. Im französischen Savoyen ist roher Schinken als Beilage verbreitet.
Traditionellerweise wird zum Käsefondue trockener Weißwein (in der Schweiz bevorzugt Fendant, in Frankreich Wein aus Savoyen) oder Tee getrunken. Oft wird zum Fondue ein Schnapsglas mit Kirschwasser gereicht, das – ein populärer Irrtum – als Mittel gegen schwer im Magen liegenden Käse getrunken wird. Wenn die Käsemasse zu dickflüssig ist, kann Natriumbicarbonat (oder Natron) in kleiner Menge beigefügt werden. Dieses bildet mit der Flüssigkeit Kohlensäure im Fondue und macht es luftiger und leichter bekömmlich.
Am Boden des Caquelons entsteht eine als Croûton, Religieuse beziehungsweise Nonne oder Großmutter bezeichnete Kruste, die herausgekratzt und gegessen werden kann. Im Unterwallis ist es üblich, das letzte Fünftel der Fonduemasse mit Anisschnaps und Eigelb zu verrühren, wodurch es besonders kräftig wird.

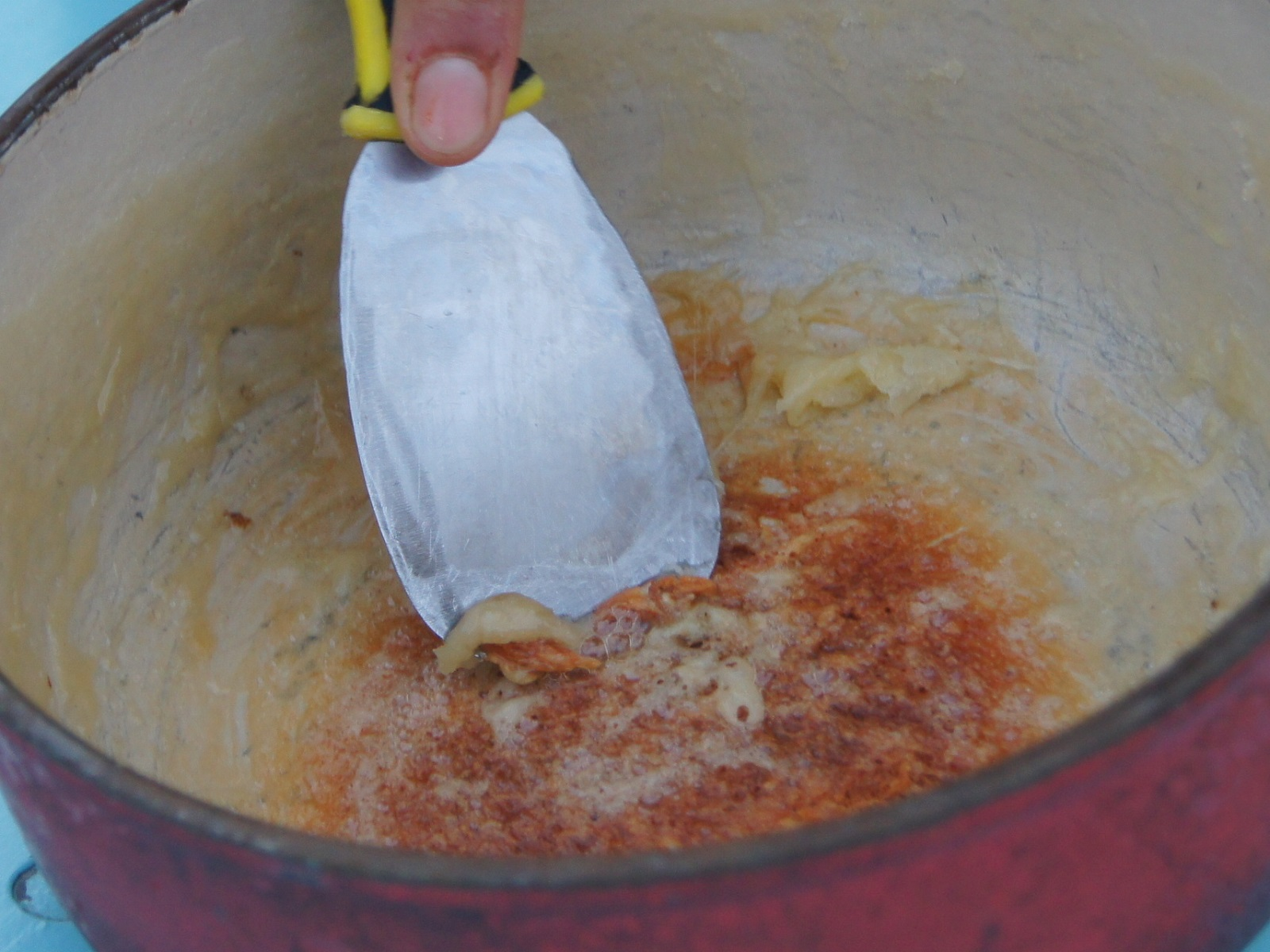
Lösen der Religieuse

In ländlichen Gebieten der Romandie und auch sonst im Alpenraum wird Fondue auch als spätes Frühstück serviert.
In der Schweiz nimmt das Käsefondue den Status eines Nationalgerichtes ein, entsprechend viele Bräuche und Gewohnheiten ranken sich darum. So ist es beispielsweise verbreiteter Brauch, dass ein Teilnehmer, der sein Stück Brot im Fondue-Topf verliert, eine Runde Weißwein, Schnaps oder Ähnliches bezahlen oder aufstehen und ein Lied singen muss. Diese Verliererbräuche können variieren. Der Comic Asterix bei den Schweizern greift diesen Brauch auf: Hier werden „Verlierer“ mit dem Stock geschlagen, ausgepeitscht und mit einem Gewicht an den Füßen in den Genfersee geworfen.

### Geschichte und Legenden

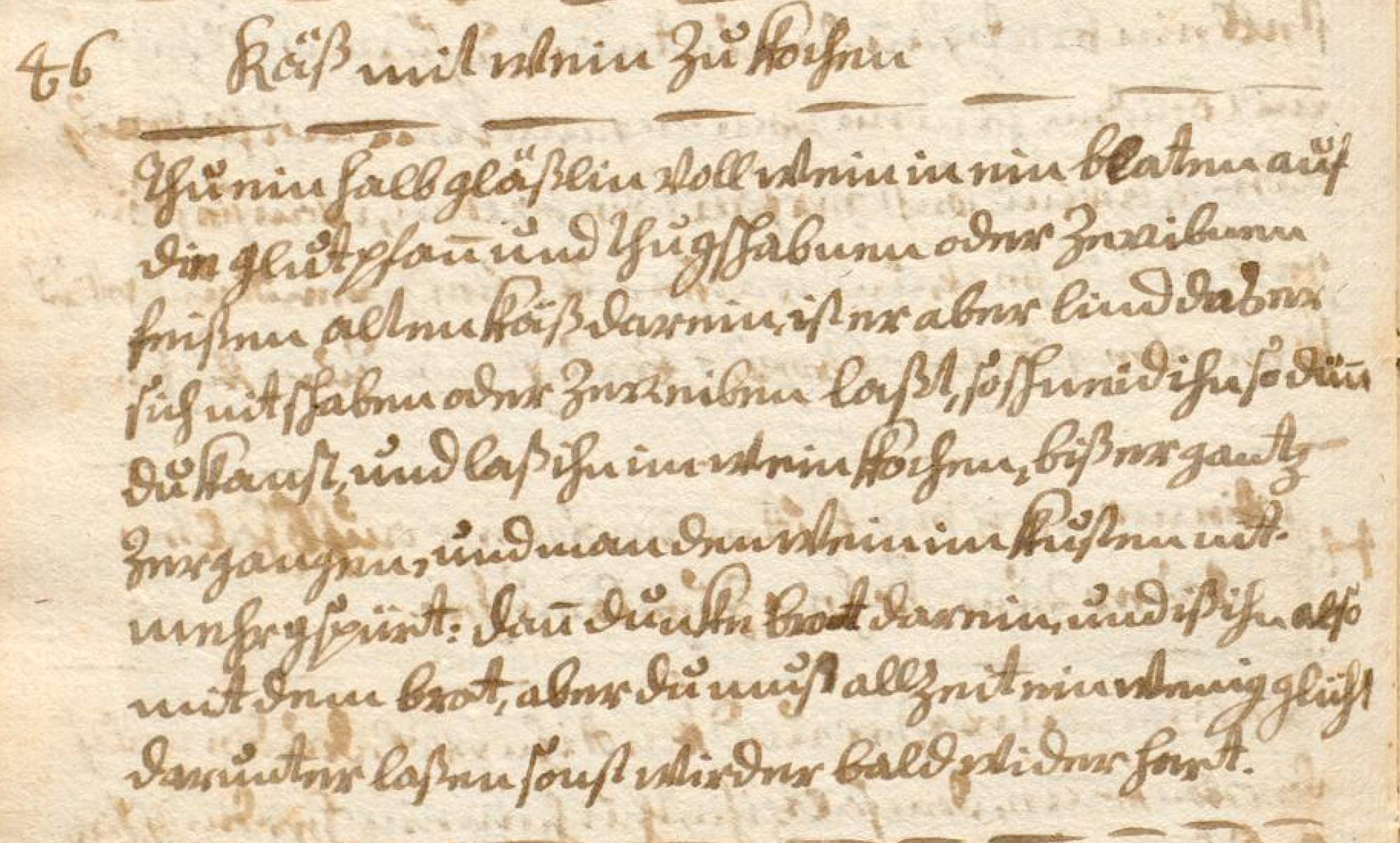
Rezept „Käß mit wein zu kochen“ von 1699 von Anna Maria Gessner

Das Fondue soll von Sennen erfunden worden sein. Sie hätten, von der Umwelt abgeschnitten, neue Rezeptvarianten mit den ihnen zur Verfügung stehenden Nahrungsmitteln – Käse und Brot – ausprobiert. Es ist indessen davon auszugehen, dass es sich hierbei lediglich um eine Legende handelt.
Aus Erzählungen geht hervor, dass Mönche in der Fastenzeit keine feste Nahrung zu sich nehmen durften; durch das Schmelzen von Käse wurde der Hunger gestillt, ohne die Fastenregel zu brechen. In der Schweiz ist die Erklärung weit verbreitet, der Ursprung des Fondues liege in der Kappeler Milchsuppe, die beim Friedensschluss im ersten Kappelerkrieg gegessen wurde.
Die genaue Herkunft des Käsefondues ist unklar. Sowohl die Schweiz als auch Savoyen in Frankreich (wo es als Fondue savoyarde als Landesspezialität bekannt ist) erheben den Anspruch auf den Ursprung des Fondues. Das Käsefondue als Schweizer Nationalgericht gibt es erst seit den 1950er Jahren – erst mit der Aufnahme des Gerichtes in die Armeekochbücher wurde das Fondue in der ganzen Schweiz bekannt. Die Wehrmänner brachten das Rezept aus dem Militärdienst in die Familien.
Das vermutlich erste Fonduerezept in deutscher Sprache stammt aus dem Koch-Buch der Zürcherin Anna Maria Gessner (geborene Kitt, genannt Kittin), das sie 1699 schrieb: „Thu ein halb gläßlin voll wein in ein blaten auf die glutpfann und thu gschabnen oder zerribnen feißen alten käß darein, ist er aber lind das er sich nit schaben oder zerreiben laßt, so schneid ihn so dünn du kanst, und laß ihn im wein kochen, biß er gantz zergangen, und man den wein im kusten nit mehr gspürt. Dann dunke brot darein, und iß ihn also mit dem brot, aber du must allzeit ein wenig glüht darunter laßen sonst wirder bald wider hert.“
Das Käsefondue war bis zum Zweiten Weltkrieg in den meisten Regionen der Schweiz unbekannt. Erst mit einer Marketingkampagne der Schweizerischen Käseunion wurde es zum «Nationalgericht». Das erste Fondue als Fertigprodukt wurde 1955 von der Firma Zingg AG auf den Markt gebracht. In den 1970er und 1980er Jahren wurde in der Schweiz eine breit angelegte Werbekampagne geführt unter dem Motto „Fondue isch guet und git e gueti luune“ (Fondue ist gut und macht gute Laune; FIGUGEGL). Dabei konnte man in fast jeder Käserei Sets mit Caquelon, Rechaud und Gabeln für eine bescheidene Gebühr mieten. Heute ist dieser Service überflüssig, da in den meisten Schweizer Haushalten ein komplettes Set verfügbar ist.

### Aspekt der Geselligkeit

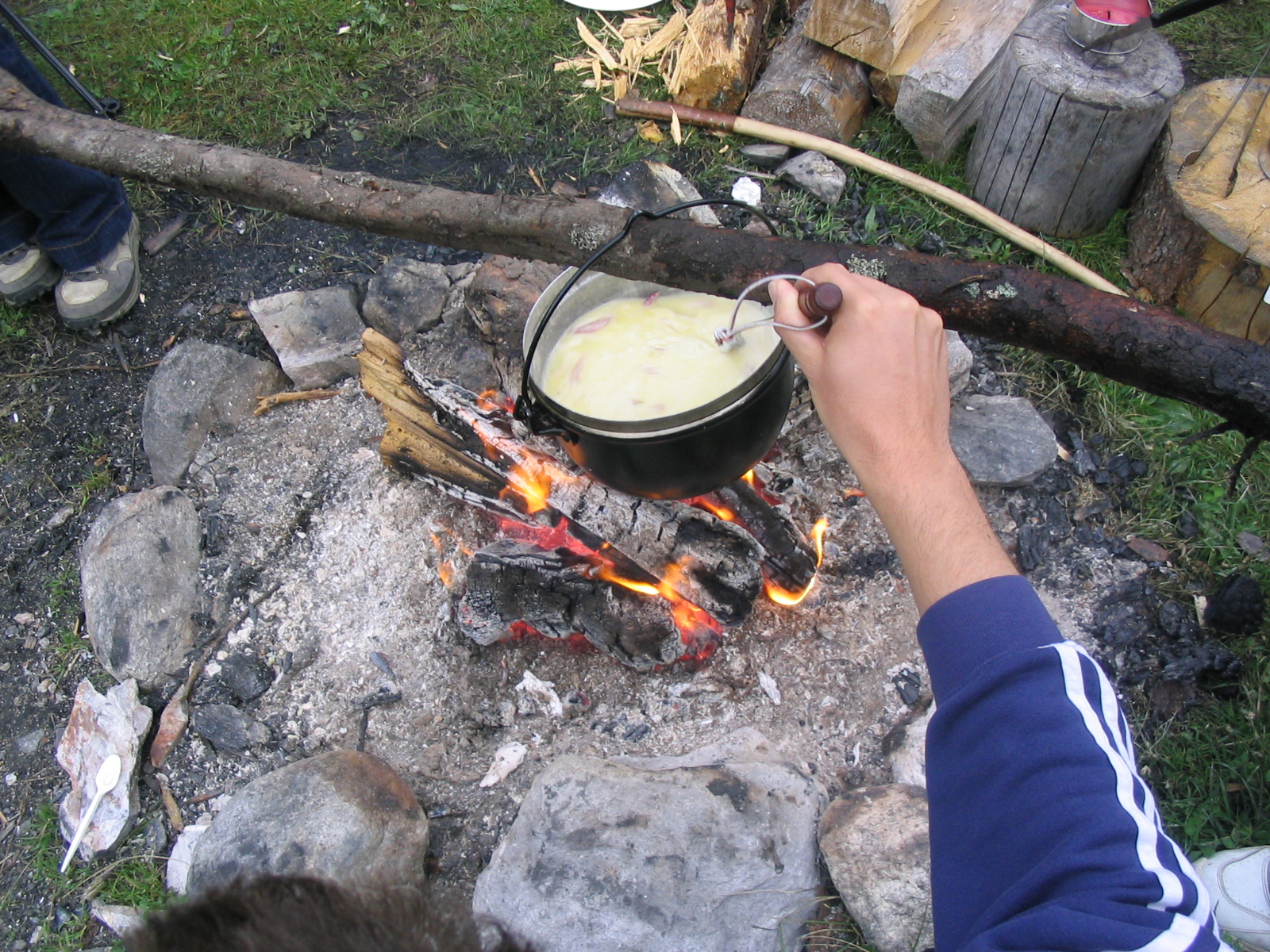
Zubereitung von Käsefondue im Freien an einem Kochfeuer

Ein wichtiger Aspekt des Fondue-Essens ist das gesellige Zusammensein, bestenfalls beginnend bei der Vorbereitung des Gerichts und unterstützt durch Faktoren wie die Einfachheit des Mahls und das Kochen über offener Flamme. In der Romandie wird Fondue beispielsweise oft im Sommer über einem Kochfeuer zubereitet.